# John Möring
Johannes Gerardus "John" Möring (Amsterdam, 12 december 1925 – Siegburg, 20 mei 2017) was een Nederlands muziekproducent, songwriter en pianist. Hij schreef ook onder de namen Bernd Lux, Benny Lux en Otto Maske.

## Biografie
Möring speelde vanaf 1947 in het Leedy Trio dat satirische en komische liedjes bracht. In de jaren vijftig was hij op de piano en vibrafoon te horen in Nederland, Engeland, Duitsland, maar ook in Indonesië. In 1960 trad hij in dienst bij EMI Nederland, maar hij bleef daarnaast nog anderhalf jaar schnabbelen met het Leedy Trio.
Tot 1970 was hij hoofd van het programmabureau voor Nederlandse producties (programmaleider) bij EMI/Bovema. In dat jaar verhuisde hij naar Duitsland om in Keulen programmaleider bij EMI Electorola te worden. Hier werd hij in 1976 opgevolgd door Frank Jansen, die hem in Nederland ook al in die functie was opgevolgd.
In 1972 verhuisde Möring naar Winterscheid, nabij de Belgische grens en richtte hij zijn eigen bedrijf op als musicus, producent en componist. Hij werkte niet alleen binnen de popmuziek, maar ook binnen de jazz. Paul Kuhn, Gilbert Bécaud, Graham Boney en Piet Veerman maakten van zijn diensten gebruik. Hij had meer dan dertig gouden platen aan de muur hangen, maar won bijvoorbeeld ook een muziekfestival in Tokio. Möring was als scriptschrijver betrokken bij Traumhochzeit, de Duitse variant van Love Letters.
In Nederland had hij bemoeienissen met onder andere The Cats, Unit Gloria, Robert Long, Neerlands Hoop in Bange Dagen en Arne Jansen. Hij vormde korte tijd een duo met Joop Portengen als Mo en Po.
J.G. Möring overleed in 2017 op 91-jarige leeftijd.
- International Standard Name Identifier: 0000 0000 5684 2486
- MusicBrainz: 6f94cdf0-fdcf-4205-aa0a-c17a6f5e9772
- Virtual International Authority File: 306431901